# Николо-Кропотки
Николо-Кропотки — село в Талдомском районе Московской области России, входит в состав сельского поселения Ермолинское. Население — 637 чел. (2010).

## География
Расположено на севере Московской области, в восточной части Талдомского района, примерно в 24 км к востоку от центра города Талдома, с которым связана прямым автобусным сообщением, на автодороге, соединяющей районный центр с трассой Р104.
Южнее деревни находится участок «Дубненский болотный массив» государственного природного заказника «Журавлиная родина». Ближайшие населённые пункты — деревни Головачево, Измайлово, Лозынино и Прусово.

## История
В «Списке населённых мест» 1862 года указаны владельческие село и деревня Николо-Кропотки 2-го стана Калязинского уезда Тверской губернии между Дмитровским и Углицко-Московским трактами, в 55 верстах от уездного города и 19 верстах от становой квартиры, при колодце. В селе была православная церковь, 5 дворов, проживало 38 жителей (16 мужчин, 22 женщины); в деревне — 34 двора и 305 жителей (151 мужчина, 154 женщины).
По данным 1888 года входило в состав Семёновской волости Калязинского уезда, проживал 401 человек (186 мужчин, 215 женщин).
По материалам Всесоюзной переписи населения 1926 года — центр Николо-Кропоткинского сельского совета и Семёновской волости Ленинского уезда Московской губернии, в 11,7 км от шоссе Углич — Сергиев и 23,5 км от станции Талдом Савёловской железной дороги, проживал 471 житель (219 мужчин, 252 женщины), насчитывалось 112 хозяйств, среди которых 85 крестьянских, в селе имелись библиотека, изба-читальня, школа 1-й ступени, врачебный пункт, располагался волостной исполнительный комитет.
С 1929 года — населённый пункт в составе Ленинского района Кимрского округа Московской области.
Постановлением ЦИК и СНК от 23 июля 1930 года округа как административно-территориальные единицы были ликвидированы. Постановлением Президиума ВЦИК от 27 декабря 1930 года городу Ленинску было возвращено историческое наименование Талдом, а район был переименован в Талдомский.
1930—1963, 1965—1994 гг. — центр Николо-Кропоткинского сельсовета Талдомского района.
1963—1965 гг. — центр Николо-Кропоткинского сельсовета Дмитровского укрупнённого сельского района.
1994—2004 гг. — центр Николо-Кропоткинского сельского округа Талдомского района.
2004—2006 гг. — село Ермолинского сельского округа Талдомского района.
С 2006 г. — село сельского поселения Ермолинское Талдомского муниципального района Московской области.

## Население
| 1859 | 1888 | 1926 | 2002 | 2006 | 2010 |
| ---- | ---- | ---- | ---- | ---- | ---- |
| 343  | ↗401 | ↗471 | ↗655 | ↗706 | ↘637 |

## Инфраструктура

### Образование
В селе располагается одна средняя общеобразовательная школа и один детский сад:
- МБДОУ Детский сад № 7 «Тополёк»
- МБОУ Николо-Кропоткинская СОШ[16]

## Достопримечательности
В 1863 году в Николо-Кропотках была построена кирпичная церковь Иконы Божией Матери Казанская в русском стиле с Никольским и Обретения главы Иоанна Предтечи боковыми приделами. В конце 1930-х годов закрыта, главы и колокольня сломаны. Находится в неудовлетворительном состоянии, являясь объектом культурного наследия России, памятник архитектуры регионального значения.